# 김보라 (레이싱 모델)
김보라(1992년 ~ )는 대한민국의 레이싱모델이다.

## 경력
- 2015년 한국레이모델 어워즈[1]
- 2016년 한국레이싱모델 어워즈
- 2016년 인천코리아 튜닝 페스티벌 레이싱모델
- 2016년 서울오토살롱 레이싱모델